# Antoni Nadal Homar
Antoni Nadal Homar (Manacor, 1961) és l'oncle i entrenador del jugador de tennis mallorquí Rafel Nadal. A més, és germà del futbolista Miquel Àngel Nadal. Fou guardonat amb la medalla de bronze de la Reial Orde del Mèrit Esportiu 2007. El 2008 obtingué el Premi Jaume II a l'entrenador, l'educador, el formador i l'inspirador dels èxits de Rafel Nadal.